# スパイン・バスター

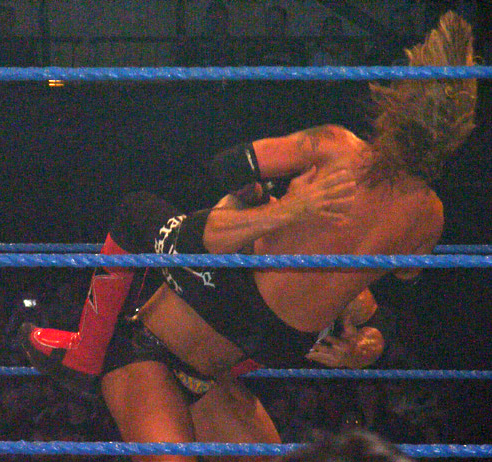
バティスタによるスパイン・バスター。

スパイン・バスター（Spine Buster）は、プロレス技の一種である。日本名は脊椎砕き（せきついくだき）。

## 概要
向かい合った相手の腰を左手で左腿を右手で、それぞれ抱えて相手の体を軽く宙に持ち上げて自身の体を右方向へと180度捻って相手に体を浴びせかけるような感じで前のめりに倒れ込み、相手の背中を叩きつける。自身の体を捻らず相手の背中を叩きつけるタイプもある。
技名は相手の背中を叩きつけた際に脊椎が砕けるかのような衝撃があったことが由来。
応用技として走ってきた相手に仕掛けるカウンター式、相手を持ち上げた状態で後方へと振り向いて倒れ込み、相手を背面から落とす旋回式がある。

## 主な使用者
- アーン・アンダーソン
- スティーブ・ウィリアムス
- ダニー・スパイビー
- ビッグ・ボスマン
- ロン・シモンズ
- ゴールダスト
- トリプルH
- ストーン・コールド・スティーブ・オースチン
- アーメッド・ジョンソン
- ザ・ロック
- エル・デスペラード
- バティスタ
- クリス・モルデツキー
- スコット・ドーソン
- ジャックス・デイン
- バロン・コービン

## 派生技

### ローリング・スパイン・バスター
アーン・アンダーソンのオリジナル技。
体を横に半回転しつつスパイン・バスターを繰り出す。全盛期は弧を描きながら放つ場合が多かった。またこの技を使うと「ダブルAばりのスパイン・バスター!」という表現が使われる。

### スパイン・ボム
小島聡のオリジナル技。
スパイン・バスターの状態で担ぎ上げたあと相手の両太腿を両腋に抱え込んで前方に倒し、同時に自分の両足を開脚しながらジャンプ、尻餅を着いてマットへ着地すると同時に、相手を背面から落とす。走ってくる相手に対するカウンター式で使用される場合が多い。本田多聞はタモンズ・パワードの名称で使用。

### スクラップ・バスター
ビッグ・ボスマンのオリジナル技。
走ってくる相手を、片腕を腋の下を通して胴体に回し、もう片腕で相手の体を支え、相手を自分の横側で反転させる様に持ち上げて、前方に倒れ込み相手を背面から叩きつける。ネックブリーカー・ドロップやラリアットの影響も受けているという説もある。後に考案されるロック・ボトム（後述）と類似しているが、スクラップ・バスターはカウンターで相手の勢いを利用して掛けるのに対し、ロック・ボトムは立っている相手に対して力任せに持ち上げて掛ける点で違いがある。なお、ロック・ボトム考案時にスクラップ・バスターが参考にされていたかは不明である。他の使い手ではカーティス・ヒューズなどがいる。日本人選手では、森嶋猛が巨体を利用して若手時代に決め技としていた。

### ホット・ショット
"ホット・スタッフ" エディ・ギルバートのオリジナル技。
ロープにスローイングした相手をスパイン・バスターの要領で抱え上げ、そのまま自ら後方に倒れ込んで相手の喉元や胸部をトップロープに叩きつける。走ってくる相手へのカウンター式で使用する場合もある。

### 振り子式スパイン・バスター
パワーボム及びリバース・スープレックスとスパイン・バスターを合体させた様な技。
立っている相手の前で前屈みになり、頭部を相手の股下に入れ、相手の両足を両腕で掴む。そのまま起き上がると同時に相手を背中で逆さまに宙吊り状態で抱え上げる（リバース・スープレックスの体勢）。その後、再び前屈みになると同時にその勢いで一気に相手を前方に反転させて、背面から叩きつける。走ってくる相手へのカウンター式で使用する場合もある。振り子式パワーボムと呼ばれる事もある。パトリオットがパトリオット・ボムの名称で使用。他の使用者としては、ハードコア・ホーリーやWLWのジェイソン・ジョーンズがおり、両者はアラバマ・スラムの名称で使用している。

### ロック・ボトム
ザ・ロックのオリジナル技。
相手を自分の横側に担ぎ上げて、片腕で抱え込んで叩きつける。自らの頭部を相手の腋の下へ差し込む様にして、相手の横側へ立ち、相手の首と腰辺りを抱き抱える様に捕まえ、担ぎ上げる。そして、片腕で相手の腹部を抱えて前方に倒れ込みながら、体重を浴びせつつ相手を背面から叩きつける

### フリーク・アクシデント
【使用者】ラーズ・サリバン
相手を側面から抱え上げ、勢いをつけて前方へと倒れ込んで相手をマットに叩きつける。
初期はサイド・スパインバスターの名称で使用。

### 無双
力皇猛のオリジナル技。
相手の横から片腿と腹部を抱え込んで担ぎ上げて腹部を片手で押さえたまま自分の体重を掛けながら、相手を背面から叩きつける。派生技として裏無双、無双・改、天下無双がある。

### スカイハイ・ドロップ
オモスのオリジナル技
相手の左手を掴んで引き寄せた相手を両脇から高々とリフトアップし、そのまま前方へと投げ落とし、背中から強烈にマットに叩きつける変形ボム。